# Xylophanes amadis
Espèce
Xylophanes amadis est une espèce de lépidoptères de la famille des Sphingidae, de la sous-famille des Macroglossinae, tribu des Macroglossini, sous-tribu des Choerocampina, et du genre Xylophanes.

## Description
L'envergure varie autour de  80 mm. L'abdomen n'a pas de ligne médiane dorsale et les lignes subdorsales ne sont représentées que par de petites taches vert foncé sur les bords postérieurs des tergites. Le dessus de l'aile antérieure est vert foncé à brun. La tache noire basale est présente sur le bord intérieur et deux fines lignes antémédiennes vert foncé sont présentes, de la marge interne à la costa. Il y a une seule ligne proéminente, vert foncé, légèrement sigmoïde, postmédiane, courant de la marge interne à l'apex. En avant de cette ligne on trouve les vestiges de deux ou trois autres lignes postmédianes, très minces et uniformément courbées ou représentées seulement par des taches veineuses. La ligne submarginale est également représentée uniquement par une série de points veineux. Le point discal est petit, noir et nettement défini.

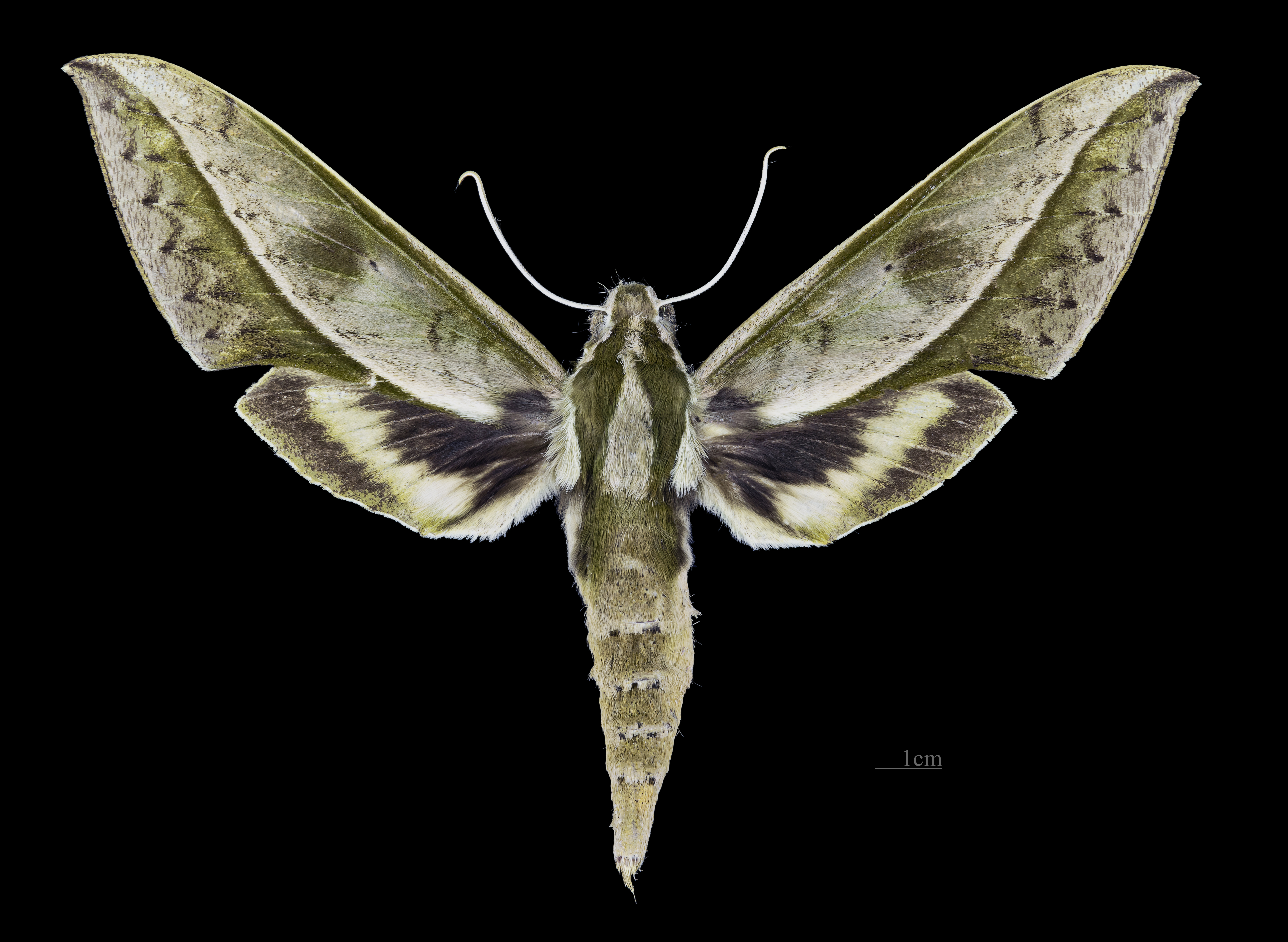
Face dorsale du mâle (coll.MHNT)
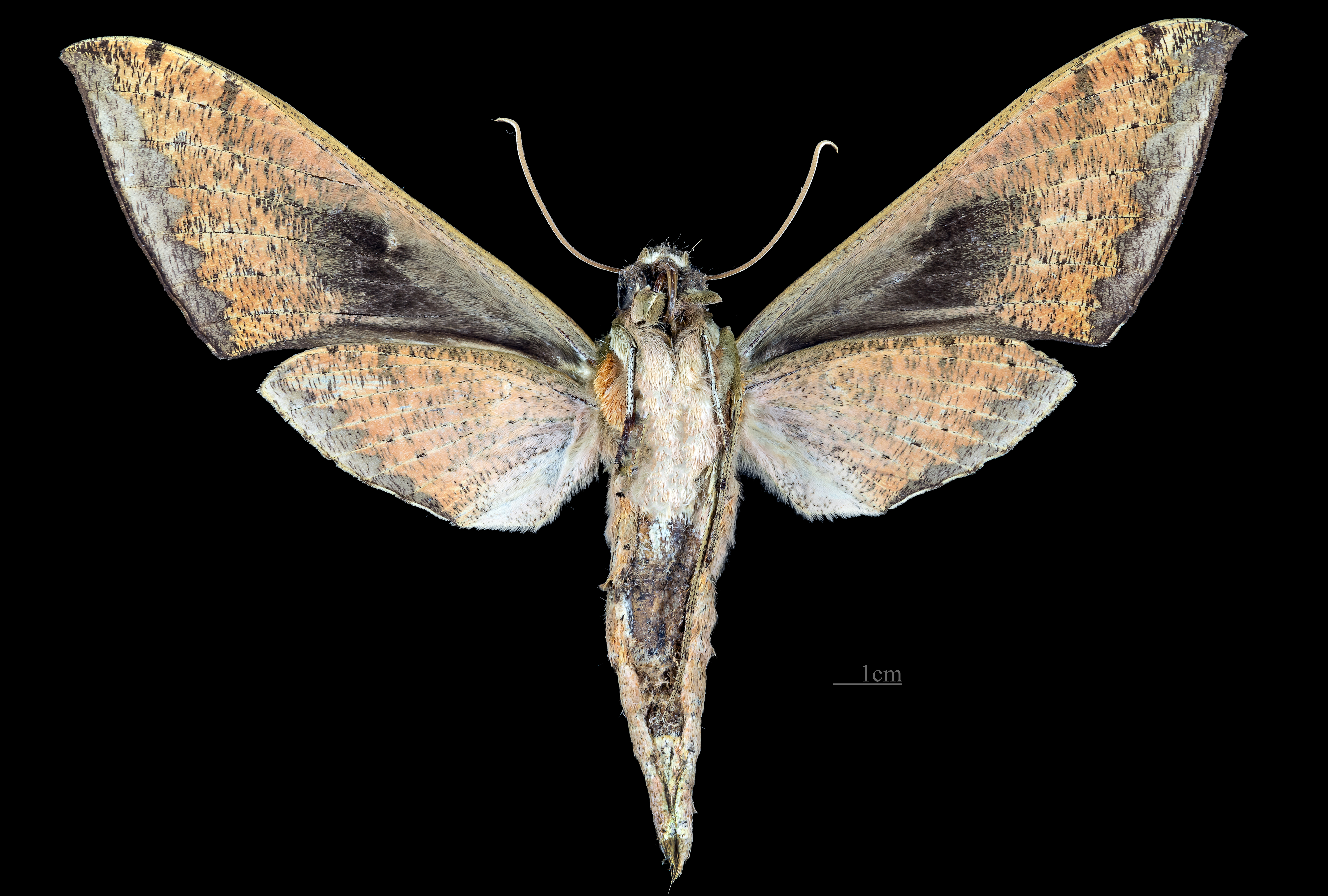
Face ventrale du mâle (coll.MHNT)
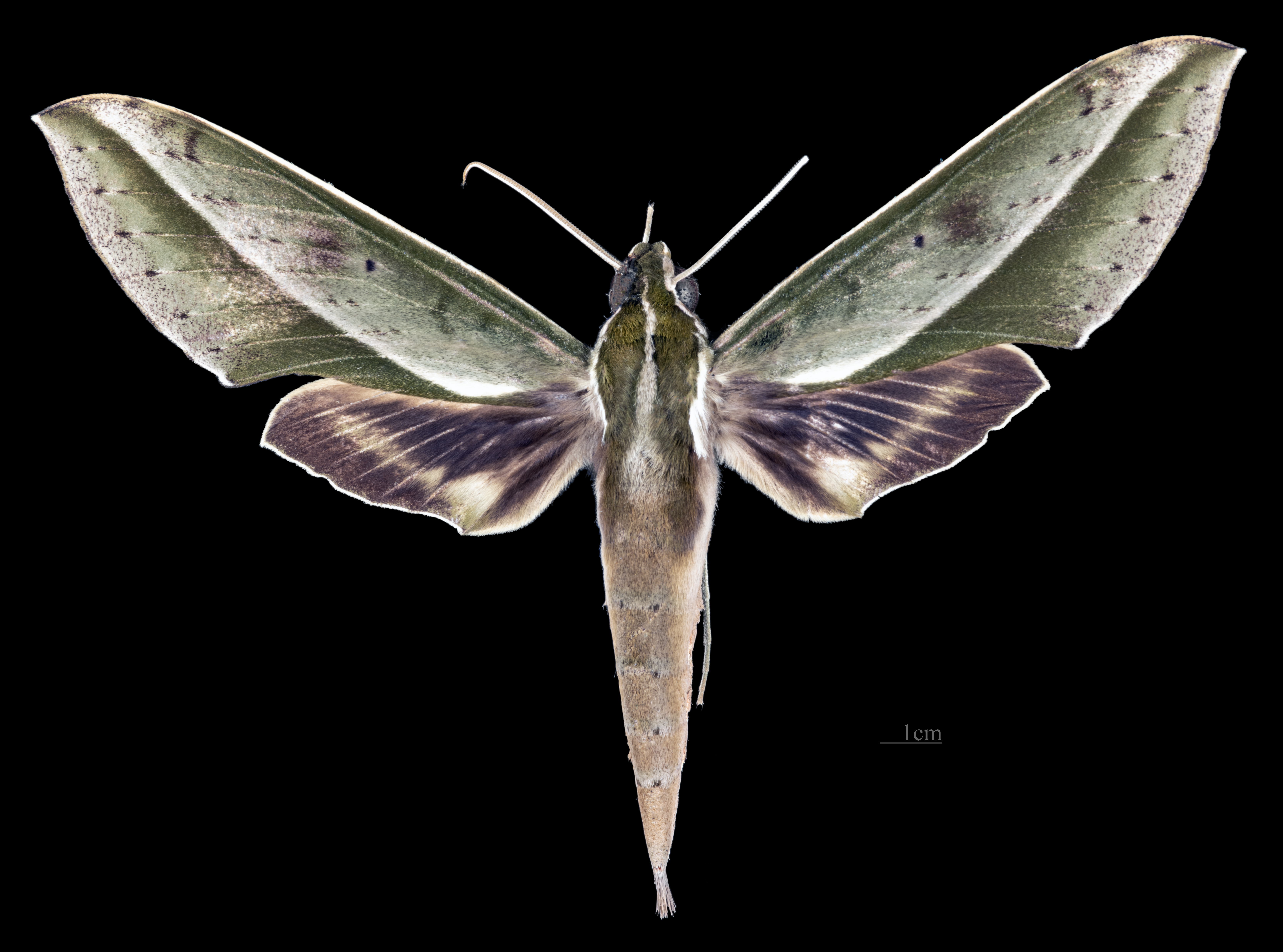
Face dorsale de la femelle (coll.MHNT)
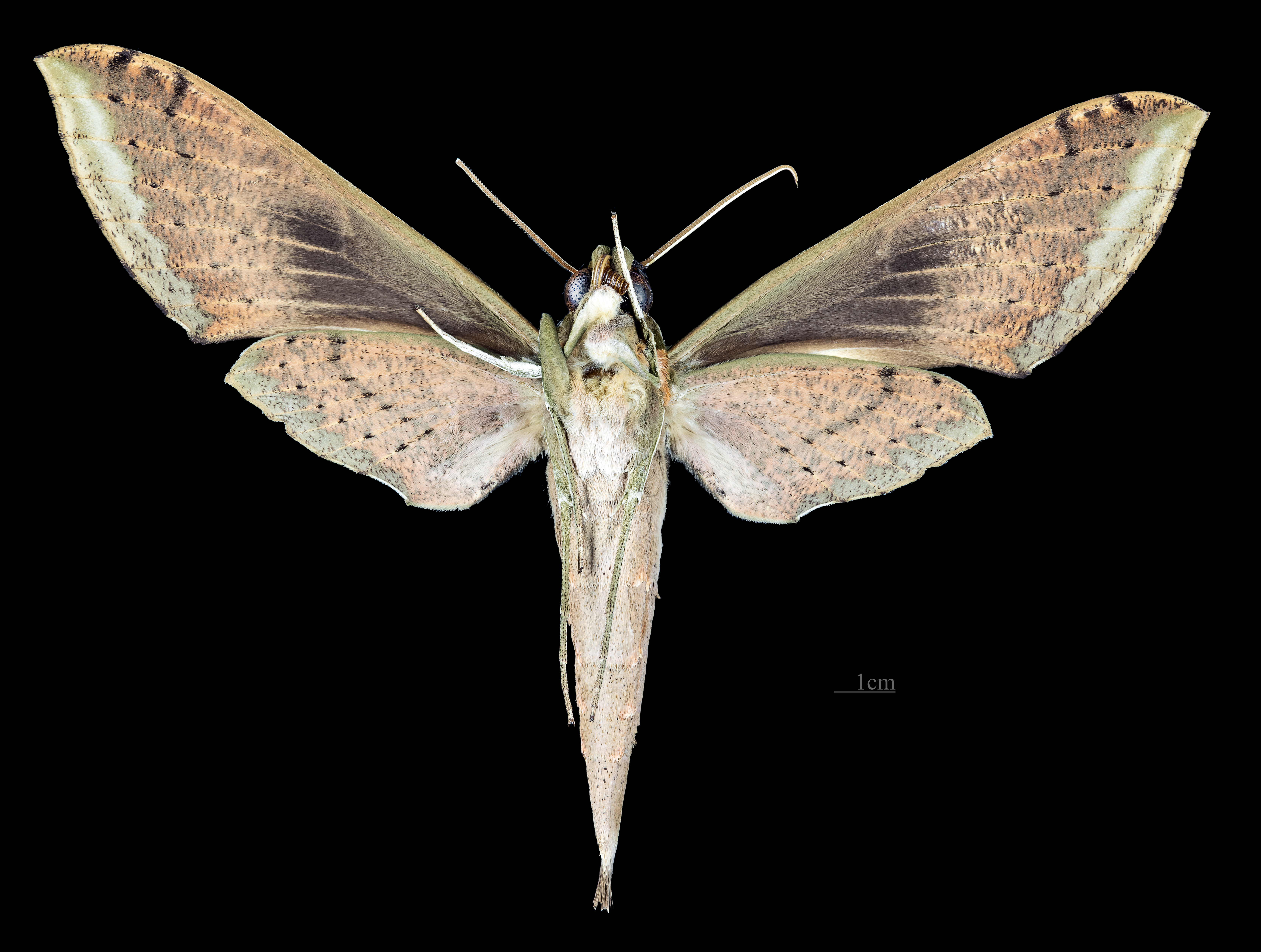
Face ventrale de la femelle (coll.MHNT)

## Distribution
Il se trouve au Surinam, et vers l'ouest en Guyana, au Venezuela et en Bolivie.

## Systématique
L'espèce Xylophanes amadis  a été décrite par l'entomologiste Caspar Stoll en 1782, sous le nom initial de Sphinx amadis.

### Synonymie
- Sphinx amadis Stoll, 1782 Protonyme
- Chaerocampa thalassina Clemens, 1859
- Xylophanes stuarti Rothschild, 1894[1]
- Xylophanes amadis goeldi Rothschild & Jordan, 1903